# Richie Sambora
Richard Stephen Sambora (Perth Amboy, Nueva Jersey; 11 de julio de 1959), más conocido como Richie Sambora, es un guitarrista, compositor, productor y vocalista estadounidense, famoso por integrar la banda de rock Bon Jovi. Reconocido mundialmente por su característico sonido a la hora de tocar, mezclando rock, blues, country y soul en un mismo estilo, la revista Total Guitar lo colocó en el puesto N.º 28 en su ranking de los 100 mejores guitarristas de la historia, y su solo de «Wanted Dead or Alive» está considerado entre los 100 mejores solos de guitarra de la historia. También está incluido en el Salón de la Fama de los Compositores del Reino Unido y en el Salón de la Fama del Rock and Roll, junto a Bon Jovi.
Tras dedicarse profesionalmente a la guitarra desde los 19 años, en 1983, con 24 años, se unió a Bon Jovi y se convirtió en el miembro más importante de la banda junto a su líder, Jon Bon Jovi, participando activamente en la composición de todos los álbumes del grupo desde 1983 hasta 2013. Ambos se compenetraban estupendamente en los escenarios, especialmente en los acústicos que realizaban a dúo; el más famoso de ellos fue el que realizaron en los MTV Video Music Awards de 1989, donde interpretaron «Wanted Dead or Alive» y «Livin' on a Prayer», y que más tarde dio lugar a los MTV Unplugged.
Saltó a la fama junto a la banda con el exitoso álbum Slippery When Wet (1986), en el que Sambora destaca por sus riffs y solos de guitarra, y obtuvo un gran éxito comercial con Bon Jovi a lo largo de la década de los ochenta y en adelante. En 1991 Sambora lanzó su primer álbum en solitario, Stranger in This Town, con temas como «Rosie», «Ballad of Youth» o «Mr.Bluesman» (cuyo solo fue interpretado por Eric Clapton, haciéndose realidad así uno de los sueños de Richie Sambora). Después de la gira promocional de este disco, Bon Jovi se reunió en 1992 para editar «Keep The Faith» y más tarde «These Days». En 1998, tras otro parón de la banda, Sambora sacó su segundo disco en solitario, Undiscovered Soul, del que destacan los temas «Hard Times Come Easy» e «In It For Love».
Regresó con Bon Jovi en 2000 con el exitoso sencillo «It's My Life», que volvió a poner de moda a la formación. A partir de 2007, con el cambio musical de la banda, la participación de Sambora en Bon Jovi fue decayendo cada vez más, sus solos de guitarra se vieron recortados y su trabajo pasó a un segundo plano. Esta situación se acrecentó y en 2013 Richie abandonó la banda, en un principio de forma temporal, pero tras un periodo de reflexión, decidió romper definitivamente con Bon Jovi. En 2014 inició una relación sentimental y profesional con la guitarrista Orianthi Panagaris, con la que formó el dueto RSO y publicó el álbum Radio Free America en 2018; pocos meses después se separaron.
Richie Sambora ha lanzado tres discos como solista; Stranger In This Town (1991), Undiscovered Soul (1998) y Aftermath of the Lowdown (2012). También ha realizado colaboraciones con artistas como Eric Clapton, B.B. King, Eddie Van Halen o Bryan Adams, entre otros.

## Biografía

### Infancia
A corta edad, ya se inclinaba hacia el mundo de la música, tratando de tocar el piano, el saxofón o la trompeta, pero a los 14 años se decidió por la guitarra. Fue a raíz de la muerte de Jimi Hendrix cuando empezó a tocar la guitarra, influenciado por sus ídolos: el mismo Hendrix, Eric Clapton y Jimmy Page. Después tomó su estilo y principal influencia de Joe Perry. Comenzó tocando en pequeños grupos: Screaming Minds, Bruce Foster Band, Duke Williams & The Extremes, Mercy y The Message (con Alec John Such, quien posteriormente también se uniría a Bon Jovi).

### Inicio y salto a la fama con Bon Jovi (1978-1990)

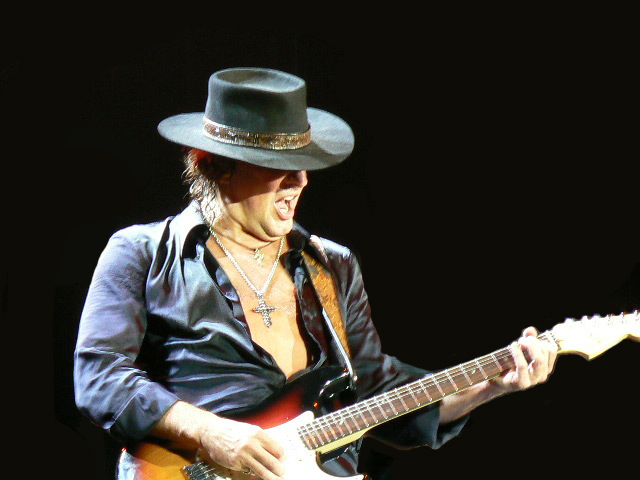
Sambora tocando en vivo con Bon Jovi en el O2 Arena de Londres, el 24 de junio de 2007.

En 1978, Richie Sambora se junta con la banda: Shark Frenzy, fundada por su amigo y productor: Bruce Foster con el cual se grabaron más de 22 canciones, entre las cuales, Sambora es el vocalista. El 18 de junio de 2003 The Shark Frenzy Reunion se dio a través de una emisora local, Juntos interpretaron 4 canciones: Come Saturday Night, Live Fast die Young, Laura's Birthday & Southern Belle. En 1981 realizó una audición para entrar en el grupo Kiss, invitado por Gene Simmons, pero fue rechazado por no cumplir el perfil.
En 1983 Richie fue a un concierto de Bon Jovi, una banda que ganaba cada vez más popularidad en Nueva Jersey. Tras el concierto, Richie se acercó a Jon y le dijo: "Yo soy el guitarrista que necesitas", Jon lo miró con cara de superioridad preguntándose: "¿Quién es este loco?", como Jon estaba cansado le dio poco tiempo para que le demostrase lo que sabía hacer, en ese poco tiempo Richie dejó asombrado a Jon y este lo contrató. En el siguiente año graban el primer disco de la banda con el mismo nombre de ésta destacándose el tema Runaway, que sonaba mejor en vivo. Tras la gira se encierran en los estudios para grabar el segundo disco.
En 1985 sale a la venta 7800º Fahrenheit. Su calidad no fue la que esperaban, ya que habían tenido 6 semanas para grabarlo. Cabe destacar que en vivo las canciones de este disco sonaban mucho mejor, Richie se destacó con unos solos extensos y arreglos en todas las canciones.
En 1986 lanzan Slippery When Wet, uno de los 100 discos más vendidos del mundo, del que salen los sencillos: You Give Love a Bad Name, Never Say Goodbye, Wanted Dead or Alive(considerada la mejor composición de Richie), y Livin' On A Prayer en la cual utilizó por primera vez el Talk Box y es considerada la mejor canción de los 80. Con estas canciones lograron actuar en los MTV VMA's con la canción "Living on a Prayer" ganando el premio a mejor presentación. En una presentación en Sídney(Australia)en 1987, Richie tocó un "supersolo" haciendo sonar su guitarra como una motocicleta y luego como una ambulancia.[4] En 1987 también se presentaron en el Monsters Of Rock Festival, siendo Bon Jovi la principal atracción. Para ese entonces, con ese gran repertorio, la banda tocaba extensos conciertos en vivo siendo Richie el más destacado de la banda. Después lanzaron el disco en vivo "Live In Cincinati" en el que se puede apreciar las grandes técnicas que Richie usa para todas las canciones.
En 1988 lanzan New Jersey que se convirtió en otra superventa para la banda y en donde Richie compone su primera canción Heavy Metal: Lay Your Hands On Me, pero también cabe destacar otras canciones que tienen una gran composición, entre ellas, otra que está dentro del Heavy Metal: "Homebound Train", y otras canciones propias del estilo de la banda como Born To Be My Baby, Blood On Blood y Bad Medicine. En ese mismo año Bon Jovi se presenta junto a Aerosmith tocando Walk This Way.[5] El disco ganaba cada vez más reputación aunque era muy sentimental. En 1989 tocan en el Moscow Music And Peace Festival donde Bon Jovi fue la mejor banda en actuar.[6] Se separaron en 1990.

### Primeros trabajos en solitario y regreso con Bon Jovi (1991-1999)

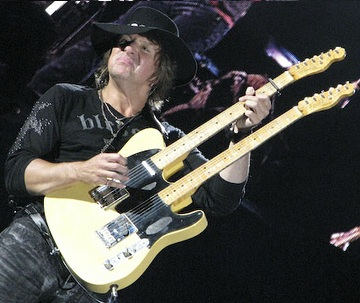
Sambora con su característica guitarra Fender Telecaster de dos mástiles.

En 1991 Richie lanzó su primer disco en solitario "Stranger In This Town", un disco de estilo Blues rock que tuvo un éxito moderado pero que fue muy bien valorado por los críticos musicales.
En septiembre de 1991, la banda se reúne de nuevo y comienza a hacer los planos de un nuevo disco. Tras una ausencia discográfica de 1 año la banda vuelve y lanzan "Keep The Faith" un disco con otro estilo a los anteriores. Un disco de rock más maduro, con el cual abandonan en parte, el sonido del hard rock. El disco fue un éxito mundial la banda dio una gira por 37 países. En 1993 tocaron en un programa dedicado solamente a Bon Jovi en MTV. Los cambios eran notorios. Richie había cambiado su estilo. La canción en vivo que más destaca es "Keep The Faith" en la que siempre ejecuta un solo al final. La canción Dry County es considerada como una obra maestra y su solo es considerado una de las mejores composiciones de Richie porque dura casi 2 minutos.
En 1994 contrajo matrimonio con la actriz Heather Locklear con la que tuvo una hija llamada Ava Elizabeth en 1997; luego junto a su banda lanzan "Crossroad", otro de los discos más vendidos, aunque es ahí donde verdaderamente caen en el Hard Rock con temas como "Always", aunque no hicieron un tour muy largo fue un disco bastante apreciado. En 1995 lanzan "These Days", un disco oscuro y Hard Rockero con el que emprenden una gira mundial tocando 3 veces en Londres y países nunca antes visitados como Ecuador, Medio Oriente y países de África.
En 1996 la banda se separa de nuevo y Richie graba su segundo disco solista, "Undiscovered Soul". Este álbum fue editado en 1998 y tenía un sonido cercano al Pop rock. Tuvo una acogida más discreta que el anterior, pero no recibió malas críticas.

### Tercera etapa con Bon Jovi (2000-2011)
En el 2000 Bon Jovi regresa con el superhit "It's my life" del Álbum Crush, en el que vuelve a usar el Talk Box y es considerada una de las 100 mejores canciones de esa década. Posteriormente, la banda siguió con su música con varios discos como Bounce de los cuales destaca Everyday. Un recopilatorio de su música en vivo llamado One Wild Night es el lanzamiento de 2001. Después la banda saca a la venta el disco This Left Feels Right, del que se pensaba que tendría gran éxito, pero fue todo lo contrario, de ahí que en 2005 sacan el álbum Have A Nice Day donde la banda vuelve a tener gran éxito, dando una gira mundial, pero Richie no pudo tocar adecuadamente debido a que estaba lastimado del brazo. En el 2007 sacan el Disco Lost Hightway cuyo álbum tiene un toque más country y después de la consiguiente gira sacan el álbum The Circle, un disco que da a demostrar a Bon Jovi en la actualidad. En 2010 lanzan un nuevo recopilatorio de dos discos, titulado simplemente "Greatest Hits", tras el que hicieron una gira por todo el mundo que concluyó en 2011. Tras ella, se anunció un parón de dos años y Richie empezó a trabajar en un nuevo álbum como solista.
Por otro lado, cabe mencionar la campaña que realizó Richie Sambora recaudando fondos para Kelly Mahon, una “brillante” estudiante de Nueva York que padecía de un tumor cerebral y requería una operación lo antes posible.

### Aftermath of The Lowndowny su ruptura con Bon Jovi (2012-2013)

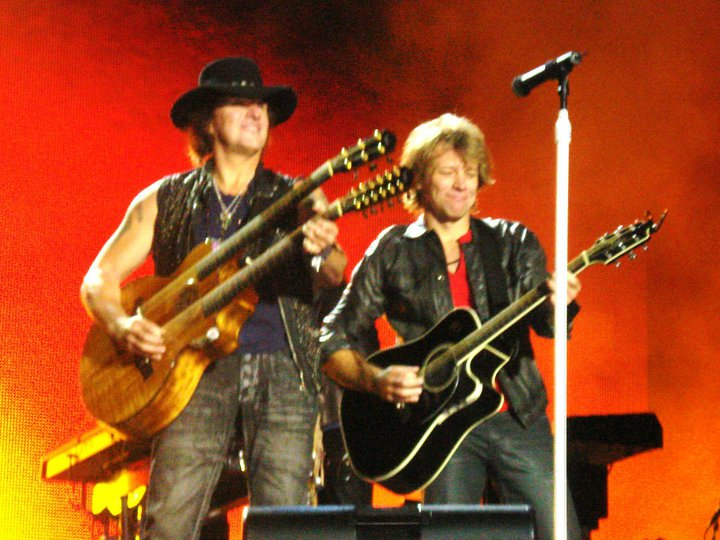
Richie Sambora y Jon Bon Jovi durante un concierto en Buenos Aires, Argentina, en 2010.

En la primavera de 2012 Richie Sambora y Jon Bon Jovi se pusieron a trabajar en lo que sería en decimosegundo álbum de Bon Jovi. En septiembre de 2012 Richie editó su tercer álbum como solista, titulado Aftermath of The Lowndown, cuyo primer y único sencillo fue «Every Road Leads Home To You». Al igual que los anteriores, el disco tuvo un éxito moderado, aunque fue bien catalogado por los críticos. En febrero de 2013 comenzó la gira con Bon Jovi para promocionar el nuevo álbum de la banda, What About Now, que se editó el 8 de marzo.
Horas antes del concierto que el grupo dio en Calgary (Alberta, Canadá) el 2 de abril de 2013, Jon Bon Jovi recibió una llamada del guitarrista anunciándole que no se presentaría esa noche a tocar por «un asunto personal». Bon Jovi salió del paso con esta declaración sobre el escenario: «Tenía dos opciones tras recibir su llamada de última hora: coger las maletas y volver a casa o venir aquí dar todo lo que tengo». Los rumores sobre Richie Sambora se dispararon. Algunos medios empezaron a decir que Jon había echado a Sambora de la banda, cosa que el propio cantante desmintió en un periódico de Austin (Texas): «La historia de que Richie Sambora ha sido expulsado de Bon Jovi es una tontería», ha dicho. «Creo que lo está consiguiendo, pero no he hablado con él. No está en la cárcel o en el hospital, ni nada, pero no actuará con nosotros a corto plazo». El lugar de Sambora en Bon Jovi fue ocupado temporalmente por Phillip Xenidis (conocido popularmente como «Phill X»), un guitarrista joven y experimentado quien ya estuvo en 13 conciertos durante el Greatest Hits Tour en 2011.
Sambora se perdió definitivamente el resto de la gira norteamericana, y el 1 de mayo la banda confirmó oficialmente que tampoco estará presente para la gira europea, por lo que los rumores sobre un posible problema de salud o una disputa interna con la banda cobraron más fuerza. Dos días más tarde el guitarrista decidió romper su silencio y habló en Twitter para acallar estos rumores: «Gracias por vuestros mensajes (notas) y preocupación (preocupaciones). Estoy muy bien (jodidamente bien). Es un tema privado pero por favor sabed que amo a la banda y a vosotros fans».
Finalmente se confirmó la ruptura definitiva de Richie Sambora con Bon Jovi. El guitarrista afirmó:

«No creo que vuelva. Estuve en la banda durante treinta años. Un maldito largo tiempo. Me perdí muchas cosas de mi vida. Trabajé mucho absurdamente, en la última gira que duró dieciocho meses. Siempre estuve allí para ellos. Escribí y produje muchas canciones. ¿Y cuántas partes de mi guitarra, finalmente, salieron en los discos? ¿Cuántos solos escuchas? En treinta años solo conseguí hacer tres álbumes en solitario. No he tenido vida familiar. En algún momento te preguntas: “¿Quién soy yo? ¿Soy un robot que funciona todo el tiempo, dieciocho meses seguidos, todos los días para la banda, todos los días la misma mierda?” Para mí, como músico, eso ya no era divertido. Cuando tuve que decidir entre la satisfacción y el dinero, escogí la satisfacción, ya tengo mucho dinero.»

Richie Sambora, en declaraciones a la revista alemana Gitarre&Bass.

### Dueto con Orianthi Panagaris yRadio Free America(2014-2018)

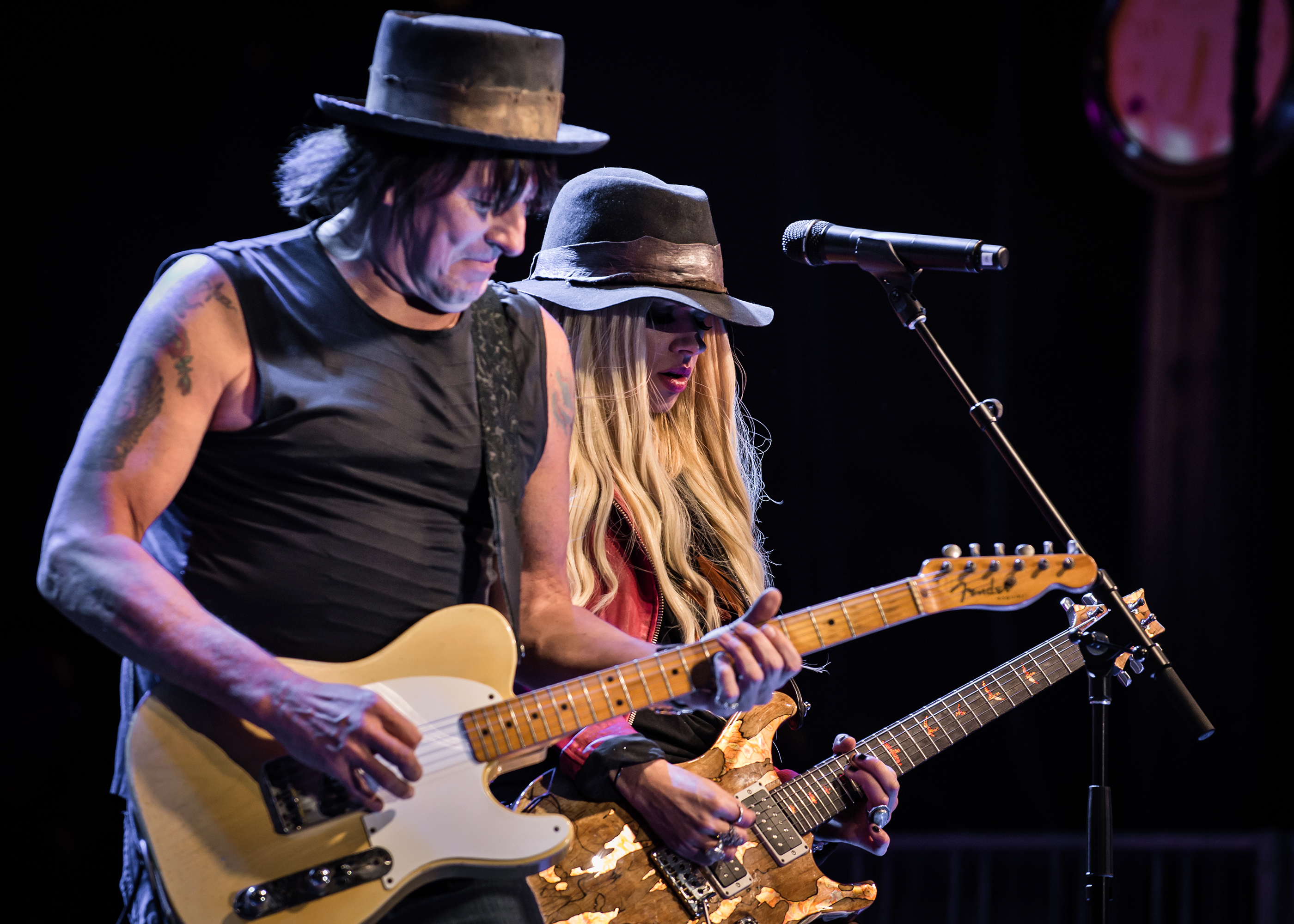
Sambora actuando junto con Orianthi Panagaris.

Richie Sambora retomó su carrera en solitario y anunció que estaba preparando un nuevo disco, además de una gira en solitario. El guitarrista comenzó ofreciendo algunas actuaciones menores en enero de 2014, participando en la jam sesion que organizó Steven Tyler para celebrar el nuevo año; en ella se dieron cita artistas como Alice Cooper o Sammy Hagar, entre otros. Allí conoció a Orianthi Panagaris, una joven y talentosa guitarrista que había estado de gira con Alice Cooper y con la que, según Richie, conectó desde el primer instante. En febrero Richie realizó una minigira por Australia y se llevó a Orianthi con él. Sambora tuvo elogios para la joven, sobre la que afirmó que cantaba y componía muy bien, e incluso la consideraba mejor guitarrista que él. De hecho, la propia guitarrista colaboró en la composición y grabación del nuevo álbum de Sambora, que comenzó a realizarse en abril de ese año. Orianthi se mostró «muy emocionada por trabajar con él».
El guitarrista realizó en los meses de junio y julio una gira por Europa, con Orianthi en la banda, donde actuó en países como Reino Unido, Alemania, Francia, Países Bajos o Escocia. Curiosamente esta gira recibió el nombre de su último disco (editado en 2012); The Aftermath of The Lowdown Tour. Más tarde, Sambora y Orianthi hicieron pública su relación como pareja sentimental, aunque no llegaron a contraer matrimonio. En los siguientes años continuaron ofreciendo conciertos de forma regular, tanto en Estados Unidos como a nivel internacional.
En 2017 Richie Sambora y Orianthi formaron un dueto bajo el nombre de RSO. Sus primeros trabajos, editados en septiembre y diciembre de ese año, fueron Rise y Making History, dos EP que sirvieron de avance para lo que sería su primer álbum de estudio (LP), Radio Free America, que fue lanzado el 11 de mayo de 2018. Este álbum fue producido por Bob Rock y se compone de 15 canciones, de las que 11 ya fueron editadas en los mencionados EP. Pocos meses después, ambos anunciaron el fin de su relación sentimental. En 2018 Richie Sambora fue incluido en el Salón de la Fama del Rock and Roll por haber sido uno de los miembros originales de Bon Jovi. El guitarrista se reunió en abril de ese año con su antigua banda para actuar en dicho evento.

### Trabajo en solitario (2019-presente)
Tras separarse de Orianthi, Sambora continuó su carrera en solitario. En enero de 2019 la franquicia Mitchell Guitars subió a su cuenta oficial de Facebook varias fotos de Richie Sambora probando una de sus guitarras, en la descripción aseguran que Sambora había estado en un estudio de SoCal trabajando en un “nuevo material”. En abril, el músico y exbatería de Mötley Crüe, Tommy Lee, subió a su cuenta de Facebook una imagen en la que aparecía junto a Sambora y al productor Bob Rock en un estudio de grabación; esto dio a entender que podría estar colaborando con Richie en su nuevo álbum. También el bajista Michael Bradford subió una imagen a Instagram en la que aparecía en un estudio de grabación, y comentaba que estaba trabajando junto a Richie Sambora. En abril de 2020 Sambora confirmó en Twitter que estaba preparando un nuevo álbum en solitario. En enero de 2022 el guitarrista publicó un twit alabando al productor Bob Rock por su trayectoria y dejando a entrever que estaban trabajando juntos, para finalmente añadir: «Creo que a todos les gustará lo que estamos haciendo». En julio confirmó oficialmente que tenía un nuevo álbum listo para ser lanzado, que estaba muy orgulloso de él y que ya no hacía malas canciones porque eso sería una tontería. También añadió que el tiempo de pandemia le ayudó a «reducir la velocidad» y estuvo practicando, tocando mucho el piano y escribiendo canciones todos los días, y que actualmente continúa haciéndolo: «escribo todo el tiempo, así que es como un ejercicio diario para mí. Intento pensar en algo todos los días. Es como llevar un diario de tus pensamientos, llevar un diario de lo que está pasando en tu vida, cómo te sientes», afirmó. El guitarrista fue entrevistado por Metro en la alfombra roja de los Music Industry Trust Awards en el Grosvenor House Hotel (Londres) el 7 de noviembre, allí confesó que estaba en contacto con Bon Jovi e insinuó sobre un posible regreso para tocar en el festival de Glastonbury junto a la banda a mediados de 2023, aunque finalmente no participaron en el evento.
En declaraciones a la emisora británica Absolute Radio en febrero de 2023, Sambora afirmó que estaba en negociaciones para regresar a Bon Jovi. El guitarrista señaló que estaban hablando de ello y que no había ningún motivo para no volver, además añadió que está en un buen momento compositivo y que, de hecho, había compuesto material para Bon Jovi: «Si no me deja [volver], está loco. Estoy en racha». También se refirió a los problemas vocales de Jon Bon Jovi: «Jon lo estaba pasando mal con su voz y necesitaba un poco de tiempo para descansar. No sé cuando Jon va a recuperar su voz ni cuándo va a suceder la reunión de Bon Jovi, pero tenemos que salir ahí fuera y hacerlo por los fans. Creo que es una obligación». Sin embargo, en junio reconoció que estaba lejos de regresar a la banda: «¡No! Ni siquiera está cerca. Nadie me lo ha preguntado aún, pero lo haría mañana si me lo piden». En septiembre volvió a insistir en que estaba en contacto telefónico con Jon Bon Jovi para negociar su regreso: «Estamos hablando de ello. (...) la gente lo demanda ahí fuera, especialmente fuera de Estados Unidos».
En abril de 2024 publicó su nuevo sencillo, «I Pray», que según palabras del guitarrista estaba pensado para Bon Jovi. Este fue el primero de una serie de cuatro canciones que irá lanzando durante el mes de mayo bajo los títulos «Livin' Alone», «Songs That Wrote My Life» y «Believe (In Miracles)». Asimismo, aseguró que volvería con su antiguo grupo si Jon Bon Jovi recuperaba la voz, aunque reconoció que era difícil que el vocalista pudiera lograrlo. Por otra parte, Jon Bon Jovi comentó en una entrevista a la revista People que invitó a Sambora a su casa para ver juntos la serie documental de Bon Jovi Thank you, Goodnight: The Bon Jovi Story, pero el guitarrista se marchó en el tercer episodio «harto y cansado» de ver como habían enfocado su salida de la banda. También añadió que «no fue un encuentro amoroso» y que Sambora le regaló «una guitarra muy bonita» por su cumpleaños.

## Guitarras

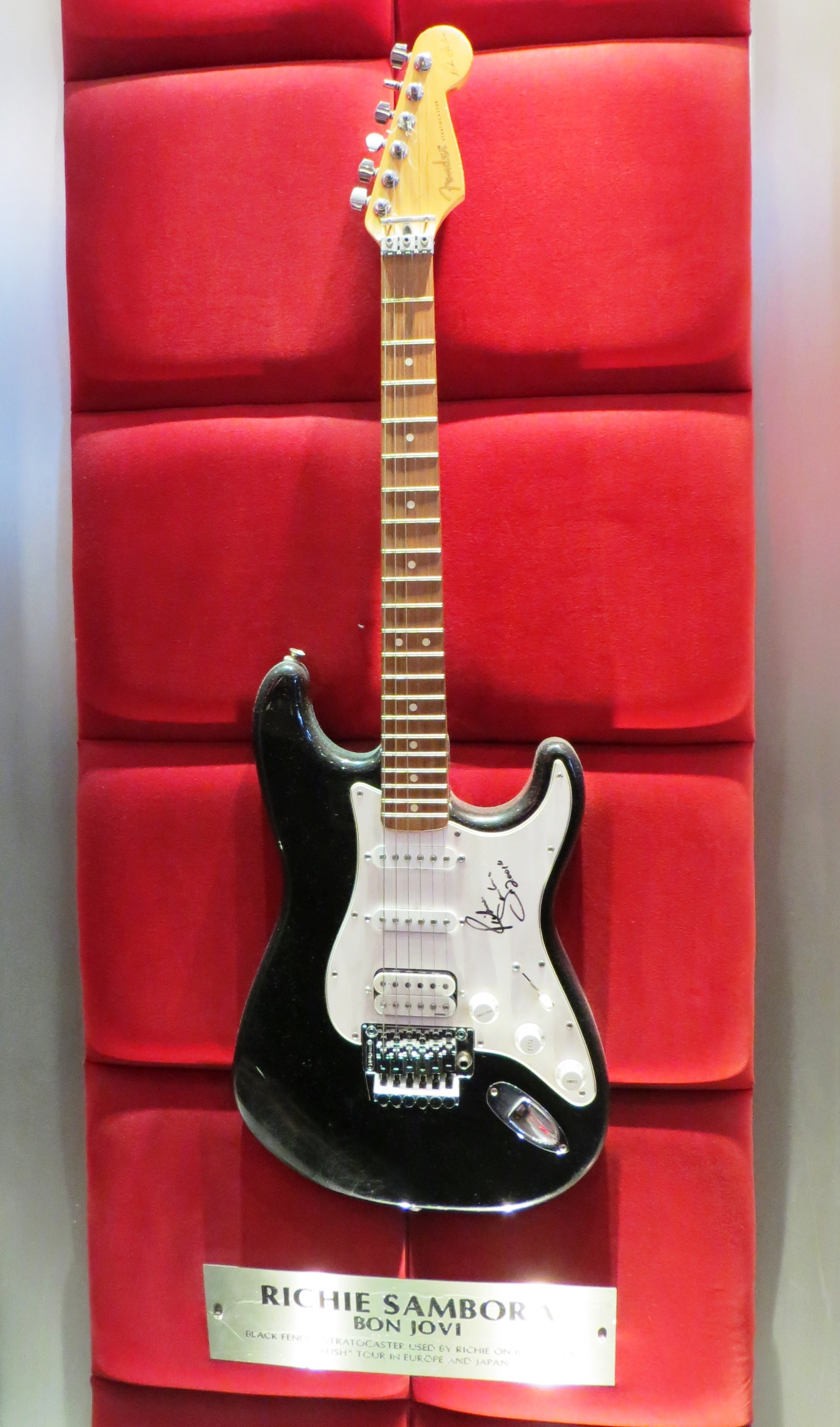
La Fender Stratocaster de Richie Sambora en el Hard Rock Cafe de Londres.

En los años 80, Sambora ha usado varias superstrats como Kramer, las Dinkys de Jackson, Charvel, Hamer así como Les Pauls modificadas, tales como su modelo de Rod Schoepfer. A mediados de 1987, Kramer lanzó al mercado su primer modelo signature llamado Jersey Star por los inlays del mástil y las decoraciones de estrellas.
En 1991, Fender lanzó al mercado la Stratocaster Signature de Sambora, cuyas características son un Floyd Rose Original, una DiMarzio PAF Pro Humbucking como cápsula del Puente y un par de Fender Texas en el centro y mástil.
Sambora se le conoce por su afiliación a marca de guitarras Times Square, una pequeña luthieria ubicada en el Times Square de Nueva York, siendo Sambora su mayor y famoso endorser de la marca (y el único).
En 2007, la Japonesa ESP, con ayuda de Times Square, lanzaron al mercado la SA-2, una versión económica de la Times Square de Sambora, siendo uno de los Guitarristas más famosos del mundo en tener varias Guitarras signature de diferentes marcas (Fender, Kramer, ESP y Times Square)

## Estilo
Con el pasar de los años Sambora ha ido cambiando mucho su estilo: pasó del rock melódico al glam metal fusionándolo con el heavy metal; del heavy metal al hard rock, de este al blues rock con sonidos modernos, de este al country y luego volvió al rock con sonidos modernos. Pero en fin se caracteriza por el uso del trémolo y los armónicos artificiales que muchas veces usa unidos dando un sonido que da muy buen resultado en directo como en el álbum; también se caracteriza por pasar la púa por las tres primeras cuerdas pero de manera inversa. También se lo conoce por ser un guitarrista veloz, con una excelente técnica, que le permite hacer lo que quiera con la guitarra, gran habilidad para el uso del talk box y un óptimo improvisador.

## Discografía

### Con Bon Jovi
- 1984: Bon Jovi
- 1985: 7800° Fahrenheit
- 1986: Slippery When Wet
- 1988: New Jersey
- 1992: Keep The Faith
- 1995: These Days
- 2000: Crush
- 2002: Bounce
- 2005: Have a Nice Day
- 2007: Lost Highway
- 2009: The Circle
- 2013: What About Now

### Como solista
- 1991: Stranger in This Town
- 1998: Undiscovered Soul
- 2012: Aftermath of the Lowdown

### Con RSO
- 2017: Rise (EP)
- 2017: Making History (EP)
- 2018: Radio Free America

## Canciones

### Sencillos
| - 1991: «Ballad of Youth» - 1991: «One Light Burning» - 1991: «Stranger In This Town» - 1991: «Rosie» - 1991: «Mr. Bluesman» - 1992: «The Answer» - 1997: «Hard Times Come Easy» - 1998: «In It For Love» | - 1998: «Cuando Estás Por Amor» (versión en español de «In It For Love») - 1998: «Made In America» - 2012: «Every Road Leads Home To You» - 2012: «I'll Always Walk Beside You» - 2024: «I Pray» - 2024: «Livin' Alone» - 2024: «Songs That Wrote My Life» - 2024: «Believe (In Miracles)» |

### Demos y B.S.O.
- «If I Can't Have Your Love» (del Box Set 100M Bon Jovi Fans Can't be Wrong)[35]
- «Long Way Around» (de la BSO de la película Fire Down Below)[36]
- «One Last Goodbye» (de la BSO de la película The Banger Sisters)[37]

## Videoclips
- 1991: «Ballad of Youth»
- 1991: «Stranger In This Town»
- 1991: «One Light Burning»
- 1998: «Hard Times Come Easy»
- 1998: «In It For Love»
- 2012: «Every Road Leads Home To You»